# テンサス郡 (ルイジアナ州)
テンサス郡（テンサスぐん、英: Tensas Parish）は、アメリカ合衆国ルイジアナ州の北部に位置する郡である。2010年国勢調査での人口は5,252人であり、2000年の6,618人から20.6％減少した。州内で最も人口の少ない郡である。郡庁所在地はセントジョセフ市（人口1,176人）であり、同郡で人口最大の町はニューエルトン市（人口1,187人）である。
「テンサス」という郡名はテンサス族あるいはタエンサ族インディアンから採られた。

## 歴史

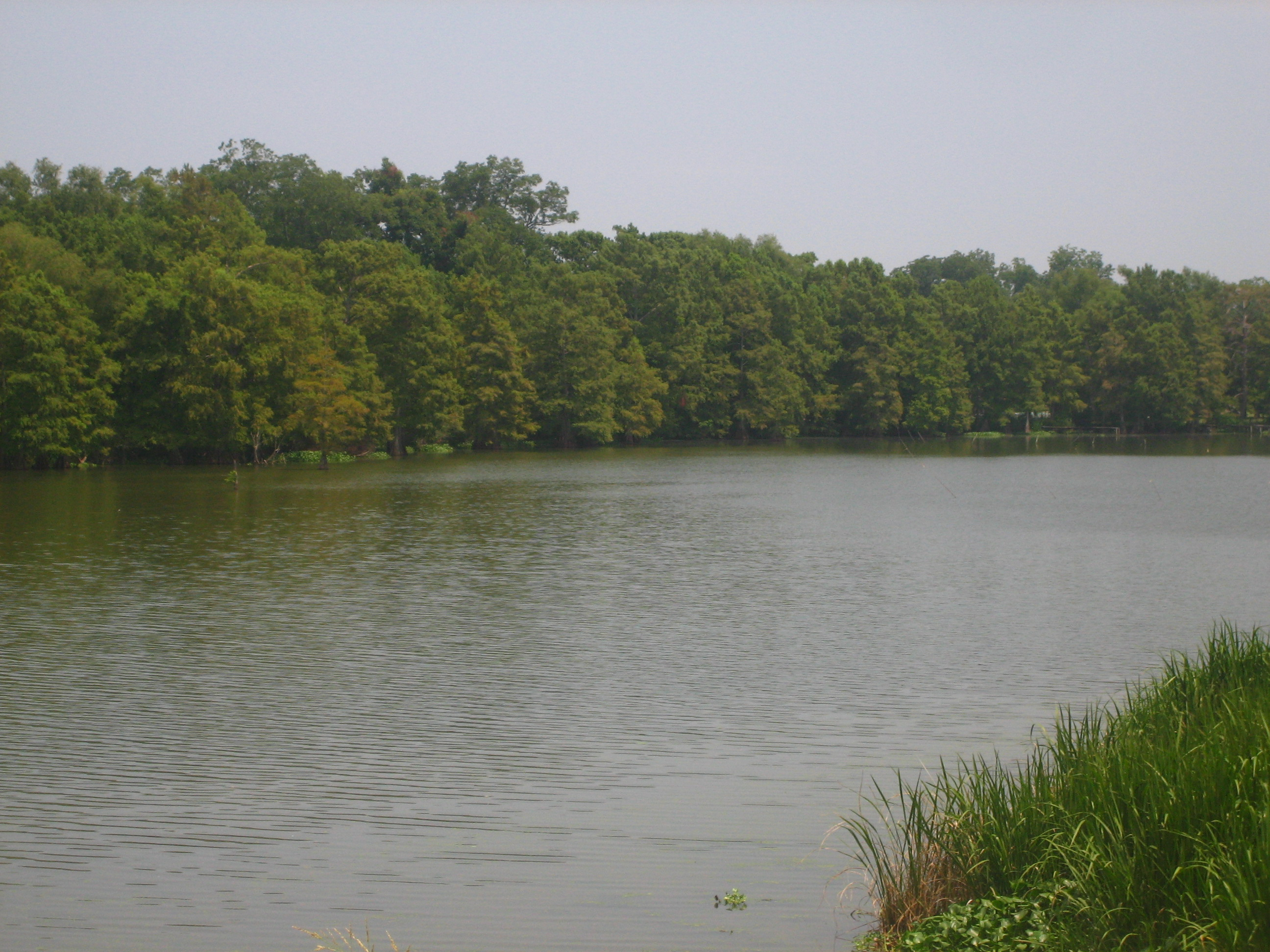
セントジョセフ湖、ミシシッピ川の流れが取り残された三日月湖であり、ニューエルトンにある

### 前史時代
テンサス郡となった地域には、ヨーロッパ人の開拓が始まる数千年前から、様々なインディアン部族が住んでいた。これらの人々が築いた集落やマウンドの遺跡が現在では考古学史跡になってきた。著名な例がフラワリ・マウンドであり、セントジョセフの直ぐ東、矩形断面の台形状マウンドである。高さは10フィート (3 m)、基礎部の幅は165フィート (50 m) と130フィート (40 m)、頂部の幅は50フィート (15 m) ある。史跡の調査で採取されたサンプルから、この塚は1つの時代に建設されたことが分かっており、盛り土の種類が現在でも識別できるので、比較的若い年代のものであることを示唆している。マウンドの下の貝塚で見つかった木炭の放射性炭素年代測定を行うと、この遺跡はコールズクリーク時代の996年から1162年に使われていたとされている。このマウンドはプラークミン文化からミシシッピ文化、1200年から1541年の間に、貝塚の上に建設された。マウンドの隅は方位を指している。他のマウンドとしてはバルモラル・マウンズ、ゴーストサイト・マウンズ、サンダウン・マウンズがある。

### 南北戦争
南北戦争の間、民間人特に農園主が中隊を組織し、装備させ、輸送した。テンサス郡では綿花農場主A・C・ワトソンが4万ドル以上を投じて砲兵1個中隊を提供した。1862年4月、ルイジアナ州知事トマス・オバートン・ムーアは、ニューオーリンズ陥落に対応して、北軍に接収されないように地域の綿花全ての焼却を命じた。堤防沿いやインディアン・マウンドの上で、数千樽の綿花が何日も掛けて燃やされた。当時のテンサス郡は、ルイジアナ州の綿花生産で、キャロル郡に次いで2番目に多い郡だった。
ニューエルトン近くにはウィンタークォーターズ・プランテーションの修復地があり、ここは北軍のユリシーズ・グラント将軍とその部隊が1862年から1863年の冬季宿営地とした場所である。グラントはその後、北東にあるミシシッピ州ヴィックスバーグに対する1863年春と夏の作戦を展開した。
1864年、ジョセフ・C・リー大尉の率いるミズーリ州のゲリラ部隊200名が、テンサス郡に入ってきて、アルフレッド・W・エラー大佐の指揮する北軍400名が守る砦に出くわした。リー隊は北軍に大きな損失を出させて、ミシシッピ川に追い出し、船で逃亡させた。リーは北軍の倉庫を接収し、火薬、食料品、医薬品を押収した。砦に戻ろうとした北軍の攻撃に直面したリーは、北軍の75両の荷車と綿花車を確保し、それらを全てシュリーブポートに送った。
医者のアレン・T・ボウイが所有していたフランクリン・プランテーションは、ニューエルトン近く、三日月湖のセントジョセフ湖側に建つ、南北戦争前の最も優美な家屋と見なされていた。ミズーリ州のある南軍支持者は「世界の同じような規模のものにその美しさと豊かさでは負けない」と記していた。北軍の第13軍団と第17軍団を指揮した士官達は、ヴィックスバーグに向かい南に行軍中も、兵士達が略奪を行わないように気をつけていた。しかし、ウィリアム・シャーマン将軍の第15軍団がグラント軍に加わると、兵士達は無法状態になった。1863年5月6日、ジェイムズ・マディソン・タトル将軍師団の乱暴者達が、ボウイの愛したフランクリン・プランテーションを含め邸宅の大半を燃やしてしまった。
南北戦争の終わり頃には、ルイジアナ州北東部、テンサス郡やコンコルディア郡で、アフリカ系アメリカ人の子供のために学校が造られた。その幾つかはアメリカン・ミッショナリー・アソシエーションの後援によるものだった。ルイジアナ工科大学の歴史家ジョン・D・ウィンターズに拠れば、生徒達は「年齢は4歳から40歳まで幅があり、お粗末な身なり、喧嘩好き、さらに恐ろしく不潔であり、髪には虫がたかっていた。聖書や祈祷書を読むことで宗教教育が重視され、教本から読み書きを習うことが全てだった。教育は記憶を最大に、理由付けを最小にすることとされた。キリスト教徒社会が後援していた学校は次第に教育委員会が肩代わりするようになり、特別の資産税と収穫税で支援された。これらの学校は主にミシシッピ川沿いで運営され、ルイジアナ州内陸部ではあったとしても少なかった。」
20世紀への変わり目、南北戦争の記憶は人々の心に残っていた。セントジョセフの人口は720人足らず、短指す郡は19,070人、その大半は綿花の栽培とそれに関わる舟運業に携わっていた。

### 人種問題
1964年1月以前、15人のアフリカ系アメリカ人が有権者登録を認められたとき、テンサス郡の登録簿に投票したことのある黒人はいなかった。テンサス郡がアフリカ系アメリカ人の投票権を認めたのは州内64郡の最後になった。
まだ白人しか登録されていなかった1962年、テンサス郡はアメリカ合衆国上院議員選挙で共和党候補者のテイラー・W・オハーンに総投票数の48.2％を投じた。対抗馬は民主党現職のラッセル・B・ロングだった。オハーンは後に州議会下院議員になった。またまだ黒人の登録が少なかった1964年にも共和党の大統領候補バリー・ゴールドウォーターを支持した。
1965年の投票権法が成立した後、郡内の多くの黒人が有権者登録を始めた。これらの新しい有権者は一貫して民主党支持であり、その時から郡は民主党の堅い地盤になった。しかし、白人民主党員、例えばリッキー・A・ジョーンズ保安官や教育委員会の数人の委員など郡の公職選挙で当選し続けている者がいる。

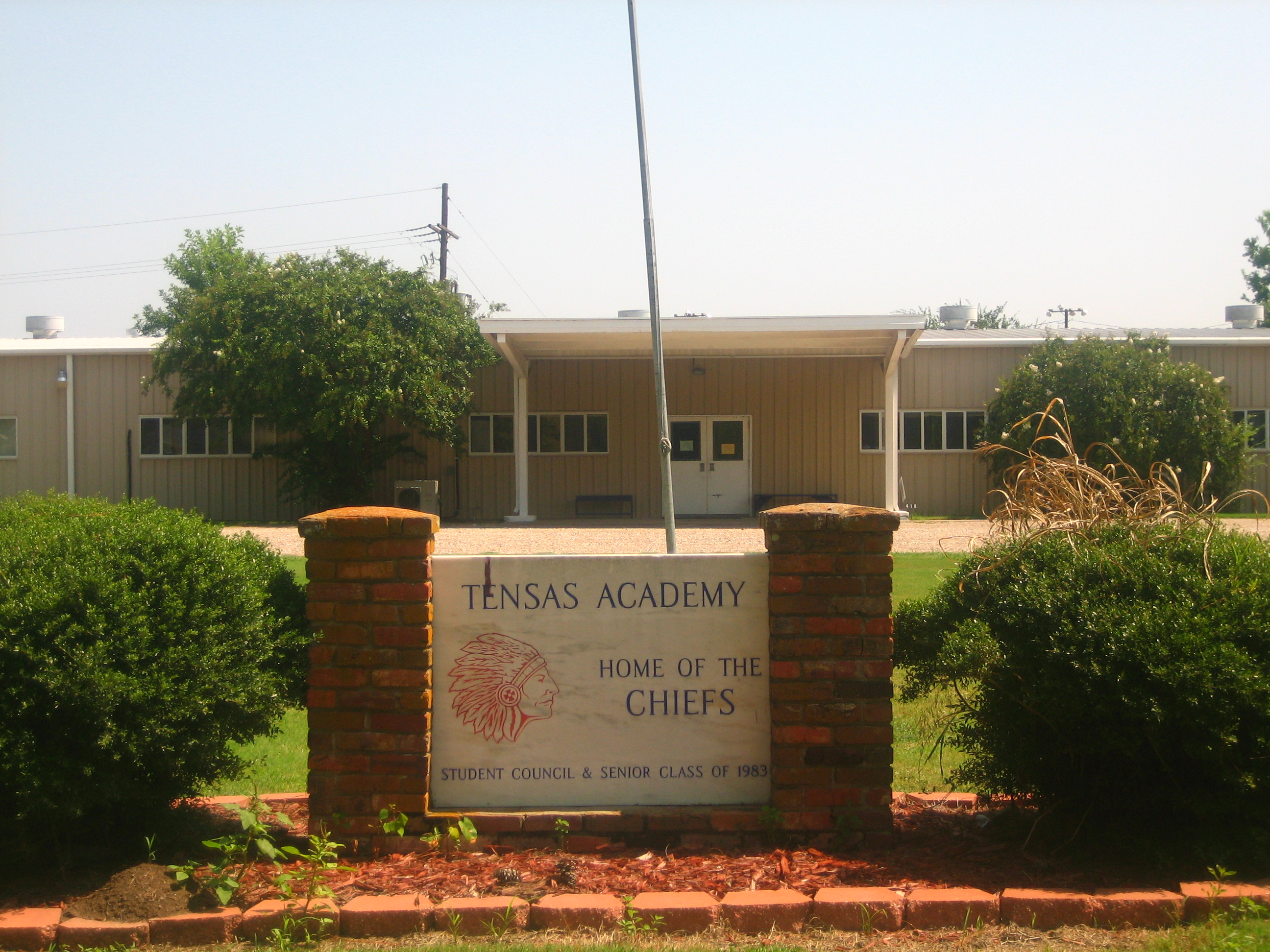
セントジョセフのテンサス・アカデミー、1970年開校

テンサス郡は1970年秋まで「法律上」人種差別を撤廃した状態だった。しかし、学校は父母の判断で「事実上」差別化されたままだった。白人の生徒の大半はセントジョセフの私立テンサス・アカデミーに入学し、アフリカ系アメリカ人子弟のほぼ全ては、数少ない白人が登録している公立学校に通った。現在セントジョセフを本拠とする公立学校への入学者は近年減少している。ニューエルトンの元ニューエルトン高校や、ウォータープルーフのウォータープルーフ高校とリスボン小学校は、入学者減少のために閉校になった。セントジョセフのテンサス高校は、2006年にセントジョセフのジョセフ・ムーア・ダビドソン高校と、ウォータープルーフ高校が統合されたものであり、最近の統合例となっている。
2010年5月、テンサス高校からは40人の卒業生がでたが、そのうち3人のみが白人だった。テンサス・アカデミーからは10人、ニューエルトン・クリスチャン・アカデミーからは4人の白人が卒業した。

### 政党政治
テンサス郡は1860年大統領選挙で（エイブラハム・リンカーンが初めて当選した選挙）、立憲統一党候補者でテネシー州選出上院議員のジョン・ベルに絶対多数票を与えた。ベルは単にアメリカ合衆国憲法、合衆国、および「法の執行」を支持していただけだった。ルイジアナ州全体では南部民主党の候補者、ケンタッキー州出身のジョン・C・ブレッキンリッジに僅差で選挙人票を与えた。民主党候補でイリノイ州出身のスティーブン・ダグラスはルイジアナ州では振るわなかった。共和党候補のエイブラハム・リンカーンは被選挙人名簿にも載っていなかった。
昔からテンサス郡は民主党の強い地盤である。2008年の大統領選挙では、民主党候補、イリノイ州のバラク・オバマ上院議員が1,646票、54.1％を得てテンサス郡を制し、対する共和党候補、アリゾナ州のジョン・マケイン上院議員は1,367票、45.0％だった。しかし、2007年、共和党の知事候補でアメリカ合衆国下院議員のボビー・ジンダルはテンサス郡の40％を得て1位になった。州務長官ジェイ・ダーデンも48％で1位になった。ジンダルとダーデンは共に、2007年10月20日に行われた無党派包括予備選挙で容易に州全体の勝者になった。共和党の候補者が郡政委員会の議席を得たこともある。
2004年の大統領選挙では、民主党のジョン・ケリー上院議員とジョン・エドワーズ上院議員の組み合わせで1,460票を獲得し、現職ジョージ・W・ブッシュ大統領とリチャード・チェイニー副大統領の組み合わせ、1,453票に勝利した。2000年の大統領選挙では、民主党候補のアル・ゴア副大統領が250票差でテンサス郡を制した。ゴアは1,580票を獲得し、共和党ブッシュとチェイニーの組み合わせは1,330票だった。
2004年アメリカ合衆国上院議員選挙では、共和党候補者でセントタマニー郡出身アメリカ合衆国下院議員のデイヴィッド・ヴィッターに1位票を投じた。ビッターは1,145票、41％を獲得し、対立候補民主党のアカディア郡クロウリー出身アメリカ合衆国下院議員のクリストファー・ジョンは881票、32％だった。ヴィッターがこの伝統的に民主党の郡で絶対多数となる50％以上を獲得しておれば、一般選挙は無かった。
1968年以前、各郡はその人口の多少に拘わらず、ルイジアナ州議会下院に少なくとも1人の代議員を送っていた。テンサス郡のみから送られた最後の議員は民主党のS・S・デウィット（1914年-1998年）だった。デウィットは1964年にウォータープルーフ出身で20年間現職を続けたJ・C・シーマンを破って議席を得た。しかし1971年の予備選挙で、フランクリン郡ウィンズボロ出身のランツ・ウォマックに敗れて議席を失った。

### 人口の減退
テンサス郡は州内でも人口減退の甚だしい郡と見なされている。2000年から2010年の10年間でも20％以上が減少しており、州内でこれほど高率で減少している郡は無い。毎年、家族毎、大半は白人が郡を離れ、都会化された地域に移っている。
2006年7月1日から2007年7月1日の1年間で、人口が173人、2.9％減少した。郡政委員会副委員長のジェイン・メリエット・ネッタービルは、ハリケーン・カトリーナの後で移ってきた者がいることを考慮すると、この数字は驚くべきものであると語った。「バトンルージュ・モーニング・アドボケイト」には、「おそらく減少の原因は死亡である。高齢者人口が多い」と語った。ネッタービルは、テンサス郡を離れる若者は高給を与えてくれる仕事が少ないので離れていると説明した。
郡内ニューエルトンの北には主要墓地であるリージョン・メモリアルがある。

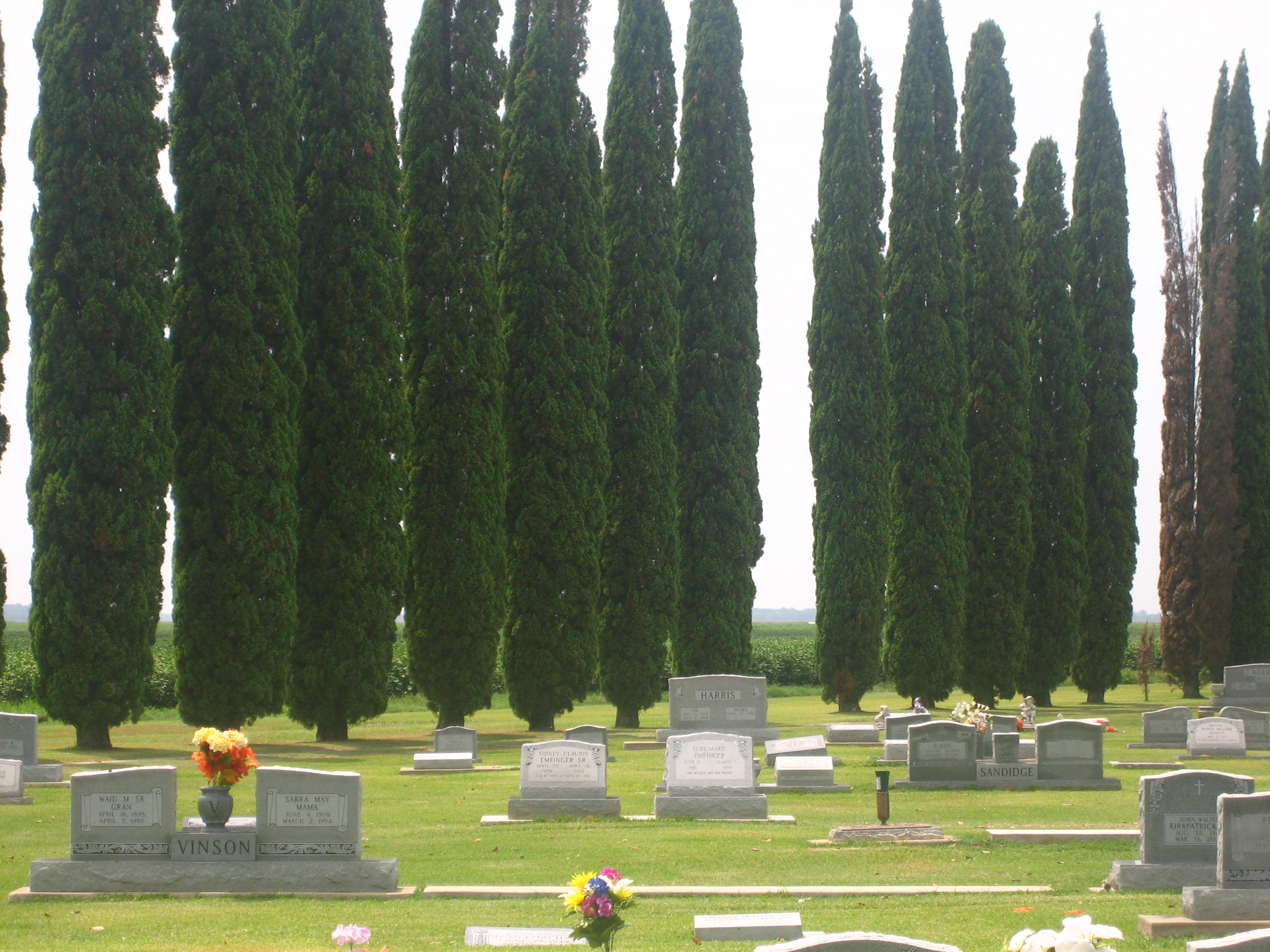
リージョン・メモリアル墓地、ニューエルトンの北にあり、郡内全域が対象になっている

## 地理
アメリカ合衆国国勢調査局に拠れば、郡域全面積は641平方マイル (1,661 km2)であり、このうち陸地602平方マイル (1,560 km2)、水域は39平方マイル (100 km2)で水域率は6.04％である。
セントジョセフの町はミシシッピ川堤防に接している。
郡内には、ニューエルトン、セントジョセフ、ウォータープルーフの3つの町がある。ニューエルトンは農園主で弁護士のジョン・デイビッド・ストークス・ニューエル・シニアが設立し、その父でノースカロライナ州生まれのエドワード・D・ニューエルに因んで名付けた。3つの町は全て郡内を南北に走り、各町の西側を通るアメリカ国道65号線で接続されている。セントジョセフ近くにはブルーン湖州立公園がある。ブルーン湖はミシシッピ川の褶曲で造られた三日月湖である。

### 主要高規格道路
- アメリカ国道65号線
- ルイジアナ州道4号線

### 隣接する郡
- マディソン郡 - 北
- ウォーレン郡 (ミシシッピ州) - 北東
- クレイボーン郡 (ミシシッピ州)、ジェファーソン郡 (ミシシッピ州) - 東
- アダムズ郡 (ミシシッピ州) - 南東
- コンコルディア郡 - 南
- カタホウラ郡 - 南西
- フランクリン郡 - 西

### 国立保護地域
- テンサス川国立野生生物保護区（部分）

## 人口動態
以下は2000年の国勢調査による人口統計データである。
| 基礎データ - 人口: 6,618人 - 世帯数: 2,416 世帯 - 家族数: 1,635 家族 - 人口密度: 4人/km2（11人/mi2） - 住居数: 3,359軒 - 住居密度: 2軒/km2（6軒/mi2） 人種別人口構成 - 白人: 43.43% - アフリカン・アメリカン: 55.38% - ネイティブ・アメリカン: 0.05% - アジア人: 0.12% - その他の人種: 0.29% - 混血: 0.74% - ヒスパニック・ラテン系: 1.25% 年齢別人口構成 - 18歳未満: 26.5% - 18-24歳: 10.0% - 25-44歳: 25.1% - 45-64歳: 22.9% - 65歳以上: 15.5% - 年齢の中央値: 37歳 - 性比（女性100人あたり男性の人口） - 総人口: 97.8 - 18歳以上: 96.2 | 世帯と家族（対世帯数） - 18歳未満の子供がいる: 30.0% - 結婚・同居している夫婦: 43.1% - 未婚・離婚・死別女性が世帯主: 20.2% - 非家族世帯: 32.3% - 単身世帯: 29.3% - 65歳以上の老人1人暮らし: 14.9% - 平均構成人数 - 世帯: 2.54人 - 家族: 3.14人 収入と家計 - 収入の中央値 - 世帯: 19,799米ドル - 家族: 25,739米ドル - 性別 - 男性: 26,636米ドル - 女性: 16,781米ドル - 人口1人あたり収入: 12,622米ドル - 貧困線以下 - 対人口: 36.3% - 対家族数: 30.0% - 18歳未満: 48.2% - 65歳以上: 29.6% |

## 都市と町

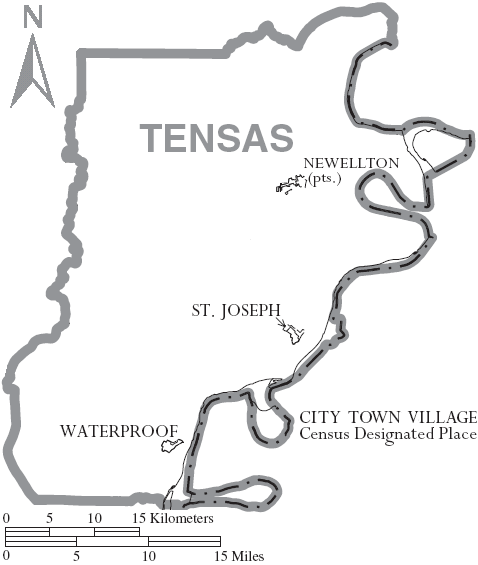
テンサス郡図

- ニューエルトン
- セントジョセフ - 郡庁所在地
- ウォータープルーフ

## 教育
テンサス郡教育委員会が地元の公立学校を運営している。

## 著名な出身者
- クレア・リー・シェンノート、中国国民党軍を支援したアメリカ合衆国義勇軍部隊"フライング・タイガース"を指揮した元アメリカ陸軍パイロット、テキサス州コマース生まれだが、テンサス郡南部のウォータープルーフで暫く生活した

## メディア
セントジョセフでは週刊紙の「テンサス・ガゼット」が発行されている。毎週水曜日に1,300部が発行されている。

## ギャラリー

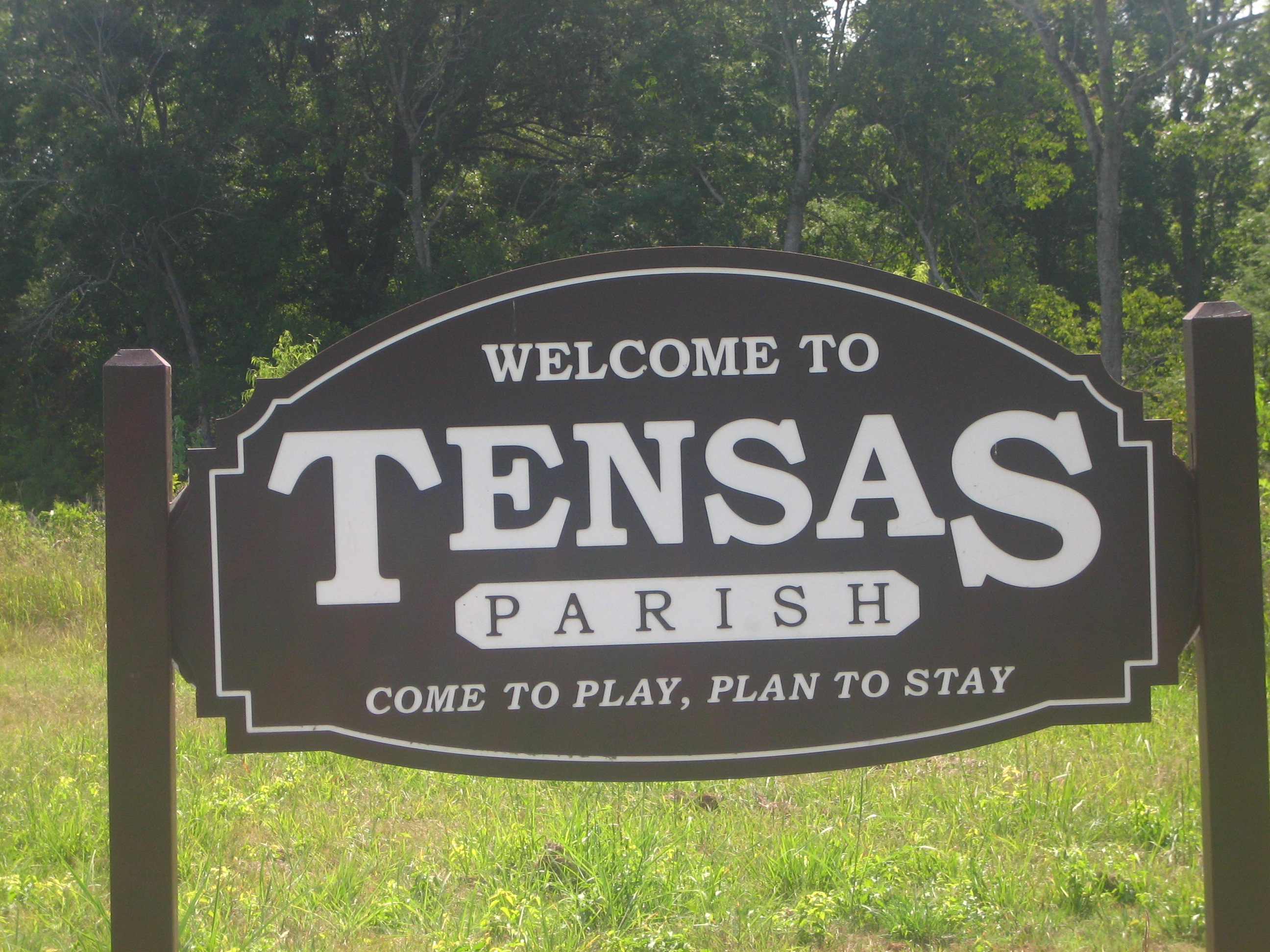
アメリカ国道65号線沿い、テンサス郡の歓迎看板
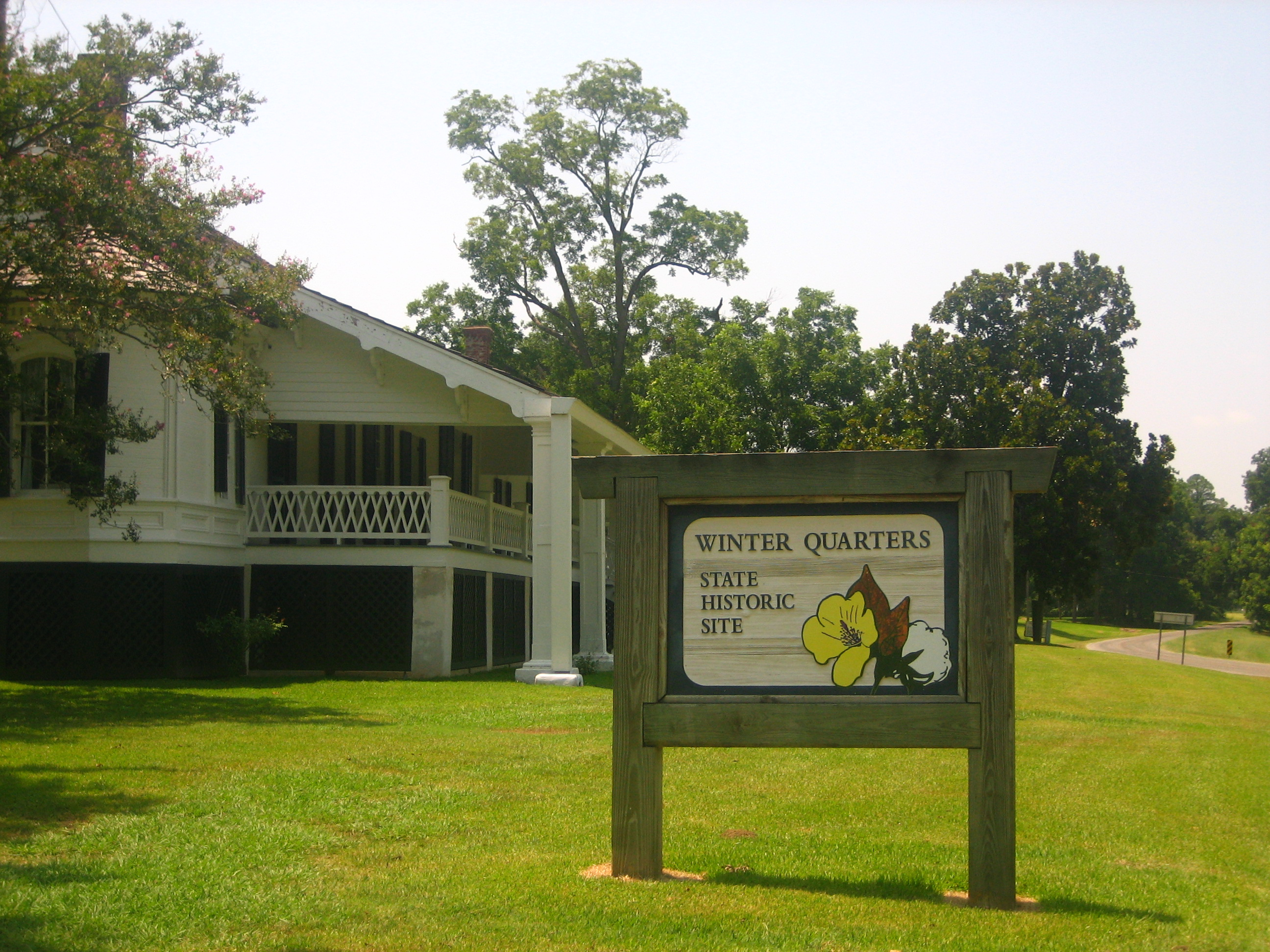
ニューエルトン近く、ウィンタークォーターズ・プランテーション州立歴史史跡
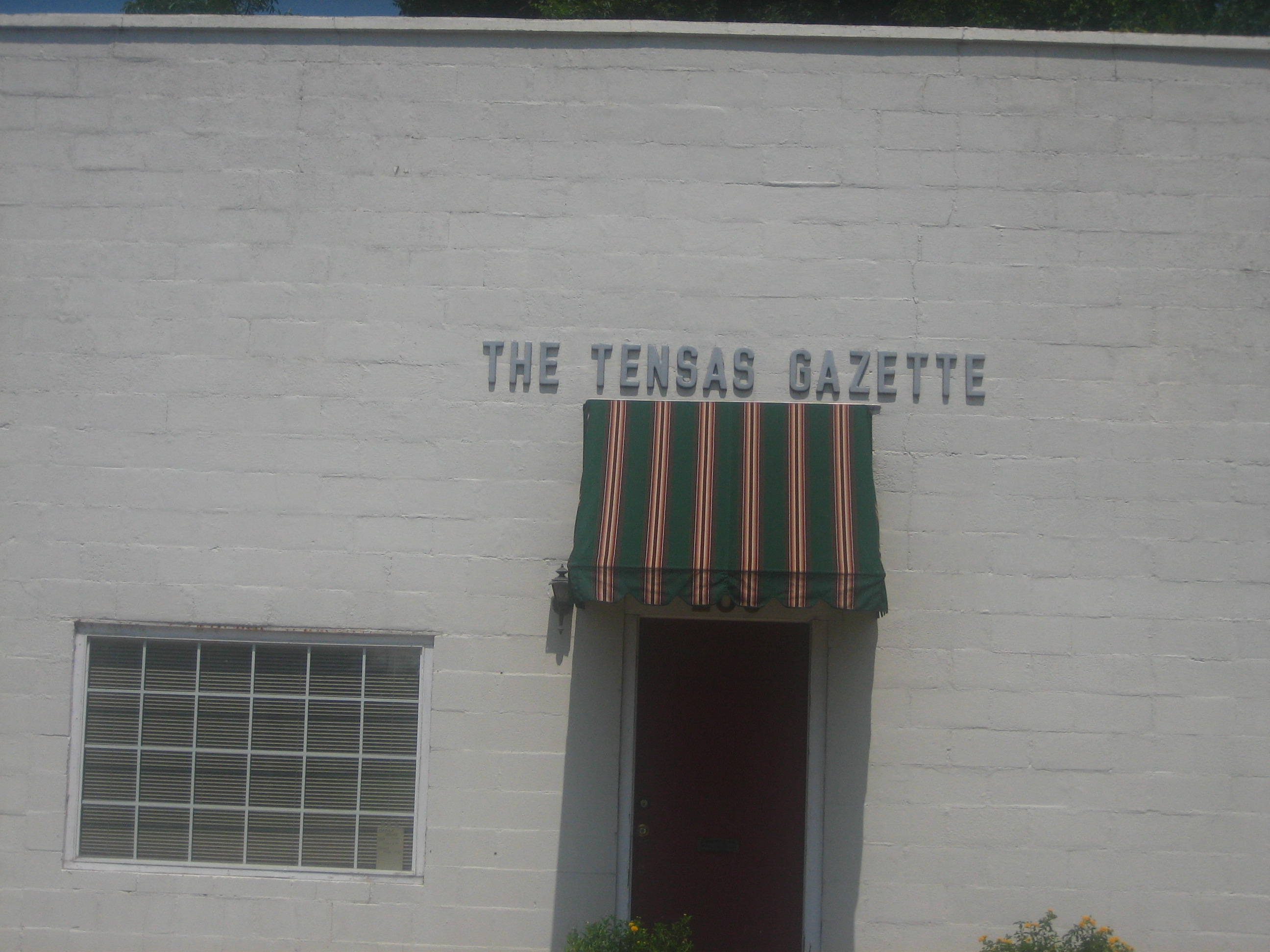
「テンサス・ガゼット」本社
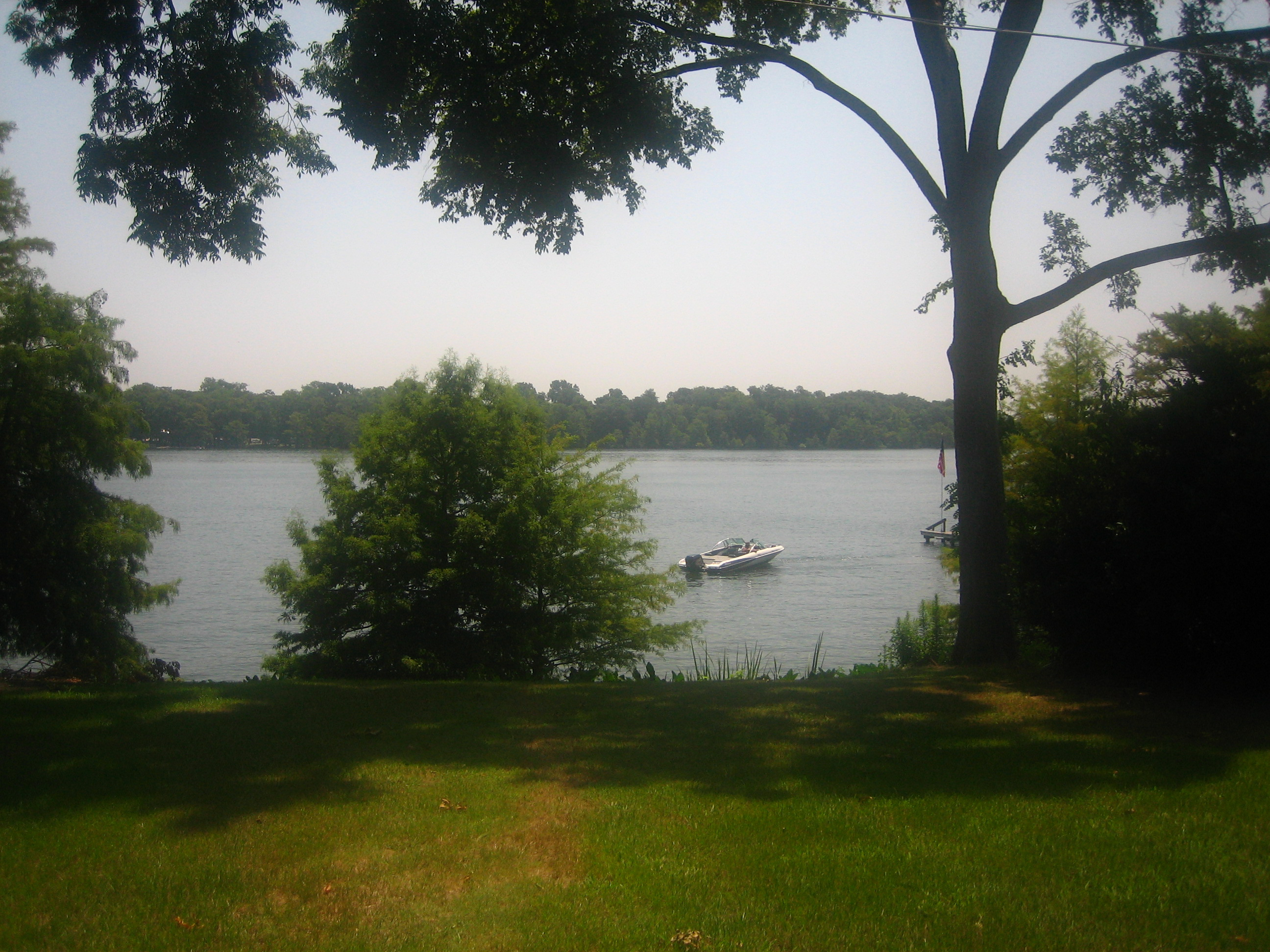
セントジョセフに近いブルーン湖でのボート遊び
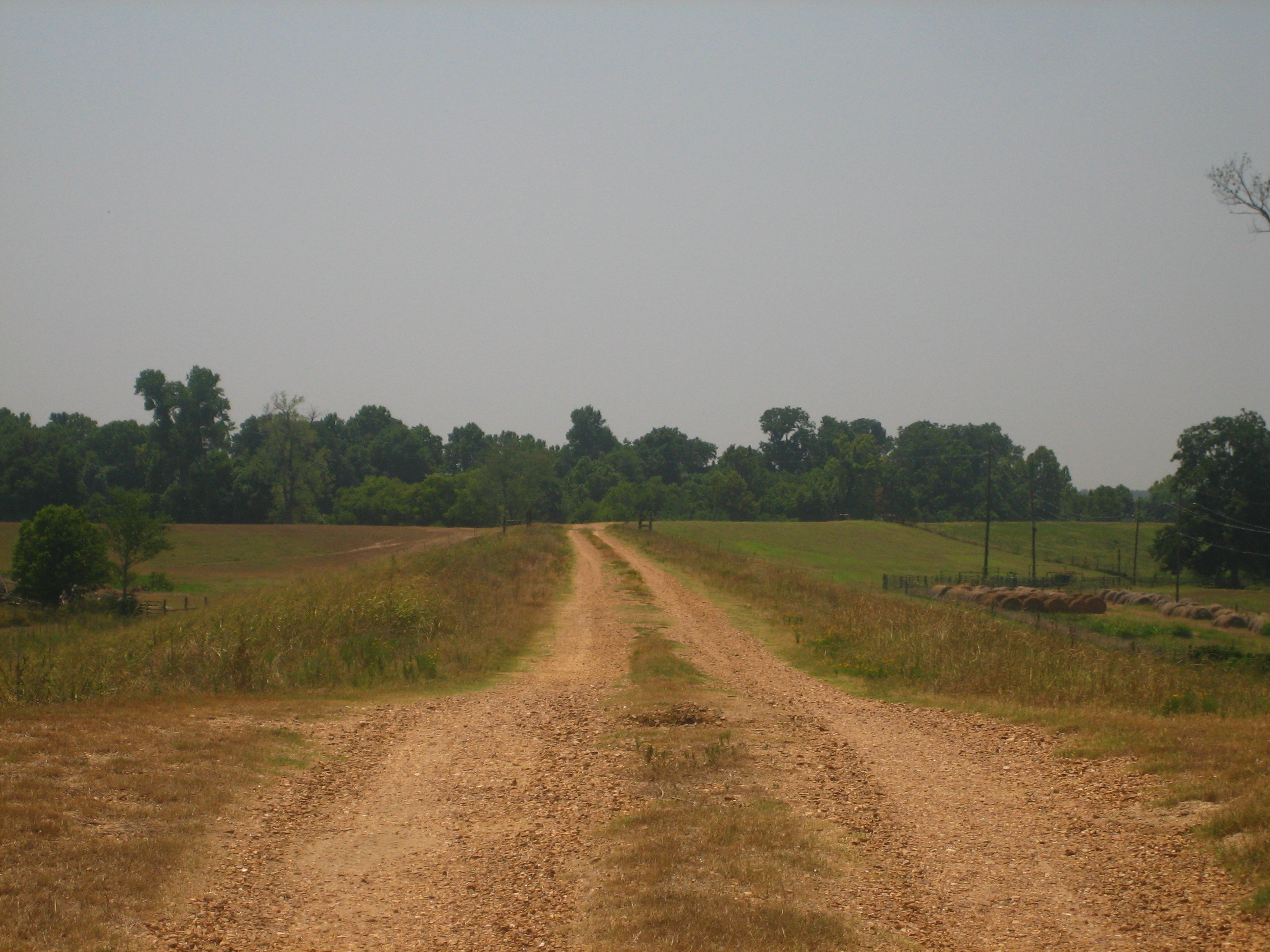
ミシシッピ川堤防の道路、セントジョセフ近く